# Stimmhorn
Stimmhorn je švýcarské hudební duo, jehož členy jsou Christian Zehnder a Balthasar Streiff. Kombinují prvky tradiční švýcarské hudby s elektronickou hudbou a alikvotním zpěvem. Krom čtyř společných nahrávek vydali oba členové i nahrávky sólové.

## Diskografie
- Melken (1996)
- Schnee (1997)
- Inland (2001)
- Igloo (2004)